# Pseudorchis albida
Espèce
Statut CITES
Pseudorchis albida, l'orchis miel ou pseudorchis blanc ou blanchâtre  est une espèce de plante herbacée des prairies de montagne. Elle appartient à la famille des Orchidacées.

## Synonymes
- Bicchia albida (L.) Parl.
- Gymnadenia albida (L.) Beck
- Habenaria albida (L.) R.Br.
- Orchis albida (L.) Scop.
- Leucorchis albida (Linné) E. Meyer

## Description
L'orchis miel est une orchidée atteignant 10 à 40 cm, à feuilles carénées, oblongues, luisantes, sans tâches.
Fleurs crème, odorantes avec un court éperon.
Le labelle est trilobé.

## Floraison
De mai à août selon l'altitude.

## Répartition
En France, on retrouve quasi-exclusivement Pseudorchis albida dans les principaux massifs montagneux: surtout dans les Pyrénées et les Alpes, mais aussi dans les Vosges, le Massif Central et le Jura. 